# زغبة صحراوية
الزغبة الصحراوية (الاسم العلمي:Selevinia) هي جنس من الحيوانات تتبع الفصيلة الزغبات من رتبة القوارض.

## أنواع الزغبة الصحراوية
- زغبة الصحراء